# بخش خورش رستم
بخش خورش رستم یکی از بخش‌های تابعه شهرستان خلخال در استان استان اردبیل ایران است.

## تقسیمات کشوری
- بخش خورش رستم
  - دهستان خورش رستم جنوبی
  - دهستان خورش رستم شمالی

شهرها: هشجین

## جمعیت
بنابر سرشماری مرکز آمار ایران، جمعیت بخش خورش رستم شهرستان خلخال در سال ۱۳۸۵ برابر با ۱۵۲۰۴ نفر بوده است.